# Saló Internacional del Còmic de Barcelona de 2009
El 27é Saló Internacional del Còmic de Barcelona se celebrà de dijous 29 de maig a diumenge 1 de juny de 2009 a la Fira de Barcelona.
Brussel·les, Galícia i Valònia foren països convidats, i Batman i Barack Obama protagonitzaren sengles exposicions, junt amb una d'originals del personatge d'Alex Raymond, Flash Gordon, en commemoració dels setanta-cinc anys de la creació; entre els autors presents hi hagué els estatunidencs Jim Lee o Mark Waid.
Entre els llocs comercials estigueren l'Institut d'Estudis Baleàrics i les editorials illenques Dolmen, Esquitx, Inrevés i 17x24.

## Cartell

El cartell de Rubín

Ficomic va encarregar l'elaboració del cartell al dibuixant gallec David Rubín, que dos anys abans havia obtingut el premi Josep Toutain a l'autor revelació pel còmic La tetería del oso malayo. També, en la present edició estava nominat a la categoria de Millor dibuix amb el còmic Cuaderno de tormentas.
El cartell mostra a una parella de superherois vestits estrafolàriament que es passegen per un bosc encantat. Diversos animals i criatures fantàstiques els observen amagats entre les branques i els troncs dels arbres que els rodegen. Mentre van caminant, els superherois comparteixen la lectura d'un còmic, la portada del qual retira a Astroboy.
En el seu blog personal, David Rubín va relatar detalladament el procés de gestació del cartell, incloent les seves set primeres propostes que va presentar a Ficomic fins a la versió final del cartell, passant pels diferents esbossos que va fer. Al llarg del procés creatiu, Rubín es va anar sotmetent a les directrius de Ficomic, que li exigien des d'eliminacions de certs elements del cartell fins a modificacions de colors.
Des del principi, David Rubín va rebutjar la idea de fer un cartell típic del saló, amb diversos personatges de còmic passejant-se pels estands, i va voler que només el còmic com a mitjà en fos el gran protagonista. Segons Rubín, el cartell conté també dues metàfores. La primera és que la lectura de còmics pot ser una bona guia en situacions difícils de la vida, com la que travessa la parella de superherois del cartell. La segona és una reivindicació de la gran creativitat del còmic nacional, malgrat comptar amb un mercat molt menys desenvolupat que països com Bèlgica, França o els Estats Units.

## Exposicions
Batman a Barcelona exposà les planxes originals de Diego Olmos de l'àlbum El caballero del dragón, publicat per l'avinentesa, en l'argument del qual el personatge de DC Comics apareix a Catalunya. Vinyetes en fora de joc, comissariada pel dibuixant Kap i enfocada al món del futbol, presentà originals de Pepe el hincha (Peñarroya), Curro Córner (Ozeluí), Eric Castel (Raymond Reding i Françoise Hugues), Naranjito (José María Martín Pacheco), i de revistes satíriques com El País del Sidral o Barrabás. Altres espais tingueren com a protagonistes els personatges Esther (Purita Campos) i Cálico Electrónico, els autors Jim Lee o Victoria Francés, la ciutat de Brussel·les com a convidada i els guanyadors dels premis de l'edició anterior.

### Mostres paral·leles
Fora del recinte de Montjuïc, hi hagué tres retrospectives de sengles autors que es perllongaren passat el cap de setmana del Saló: una de Miguel Gallardo a la galeria Víctor Saavedra, una altra de Miguelanxo Prado a la galeria Montcada i, la tercera, dedicada a les adaptacions de clàssics de la literatura a la biblioteca Can Fabra, la qual fins i tot oferí una conferència sobre el tema, La joia de l'aventura, a càrrec de Lluís Serrasolses.

## Palmarès

### Gran Premi del Saló
- Ana Miralles

### Millor obra
| Títol                                 | Autor                                 | Editorial              |
| ------------------------------------- | ------------------------------------- | ---------------------- |
| Les serps cegues                      | Felipe Hernández Cava Bartolomé Seguí | BD Banda               |
| 36-39. Malos tiempos 2                | Carlos Giménez                        | Glénat                 |
| Jazz Maynard 3: contra viento y marea | Raule Roger Ibáñez                    | Diábolo                |
| La Revolución de los Pinceles         | Josep Busquet Pere Mejan              | Dolmen                 |
| El manual de mi mente                 | Paco Alcázar                          | Random House Mondadori |

### Millor obra estrangera
| Títol                                        | Títol original                       | Autor                                                        | Editorial              | País         |
| La educación de Hopey Glass                  | The Education of Hoppey Glass        | Jaime Hernández                                              | La Cúpula              | Estats Units |
| Fun Home                                     | Fun Home                             | Alison Bechdel                                               | Random House Mondadori | Estats Units |
| Crónicas Birmanas                            | Chroniques birmanes                  | Guy Delisle                                                  | Astiberri              | França       |
| La Torre Oscura: El nacimiento del Pistolero | The Gunslinger Born (The Dark Tower) | Stephen King Peter David Robin Furth Jae Lee Richard Isanove | Random House Mondadori | Estats Units |
| RG Volum 2. Bangkok-Belleville               | Bangkok-Belleville (RG)              | Pierre Dragon Frederik Peeters                               | Astiberri              | França       |

### Autor revelació
| Autor                    | Títol                           | Editorial          |
| ------------------------ | ------------------------------- | ------------------ |
| Pere Mejan               | La Revolución de los Pinceles   | Dolmen             |
| Jacobo Fernández Serrano | Los amigos de Archimboldo Roque | Faktoría de Libros |
| Jacobo Fernández Serrano | Aventuras de Cacauequi          | El Patito          |
| Alfonso Zapico           | Café Budapest                   | Astiberri          |
| Javier Peinado           | La tempestad                    | Astiberri          |
| Max Vento                | Actor aspirante                 | Dolmen             |

### Millor fanzine
| Títol                        |
| ---------------------------- |
| Rantifuso                    |
| Carne líquida                |
| Gagarin                      |
| Condorito Muerto             |
| ¡Qué suerte! Número Molécula |

### Millor guió
| Títol                                 | Autor                 | Editorial              |
| ------------------------------------- | --------------------- | ---------------------- |
| Les serps cegues                      | Felipe Hernández Cava | BD Banda               |
| 36-39. Malos tiempos 2                | Carlos Giménez        | Glénat                 |
| Jazz Maynard 3: contra viento y Marea | Raule                 | Diábolo                |
| Lo que el viento trae                 | Jaime Martín          | Norma                  |
| El manual de mi mente                 | Paco Alcázar          | Random House Mondadori |

### Millor dibuix
| Títol                                 | Autor          | Editorial          |
| ------------------------------------- | -------------- | ------------------ |
| La Revolución de los Pinceles         | Pere Mejan     | Dolmen             |
| Lo que el viento trae                 | Jaime Martín   | Norma              |
| Cuaderno de tormentas                 | David Rubín    | Planeta DeAgostini |
| Soy mi sueño                          | Pablo Auladell | Edicions de Ponent |
| Jazz Maynard 3: contra viento y Marea | Roger Ibáñez   | Diábolo            |

### Millor revista de/o sobre còmic
| Títol           | Editorial |
| --------------- | --------- |
| Amaniaco        |           |
| Dolmen          | Dolmen    |
| Dos Veces Breve |           |
| BD Banda        |           |
| Argh            |           |

### Millor llibreria especialitzada
| Llibreria           | Ciutat    |
| ------------------- | --------- |
| Continuarà Còmics   | Barcelona |
| Espacio Sins Entido | Madrid    |
| Madrid Cómics       | Madrid    |
| Joker               | Bilbao    |
| Universal           | Barcelona |

### Millor divulgació
| Llista de nominats               |
| -------------------------------- |
| Álvaro Pons (La carcel de papel) |
| Pepo Pérez (Es muy de cómic)     |
| Yexus                            |
| Borja Crespo                     |
| Toni Boix (Zona Negativa)        |

### Premi del Públic
- Om 2, de Quim Bou

## Galeria d'imatges

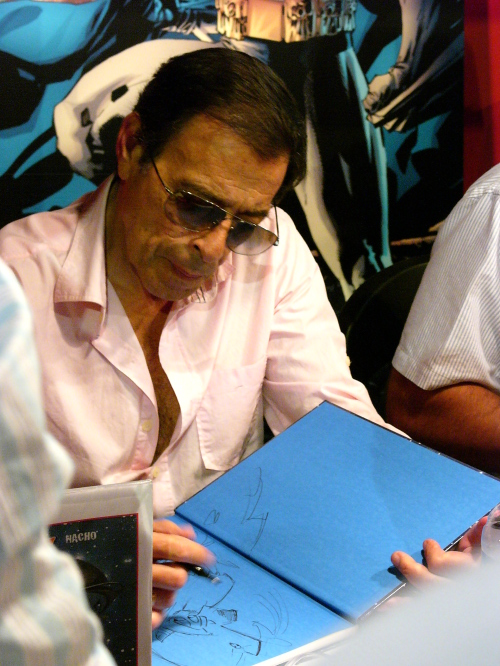
Alfonso Azpiri
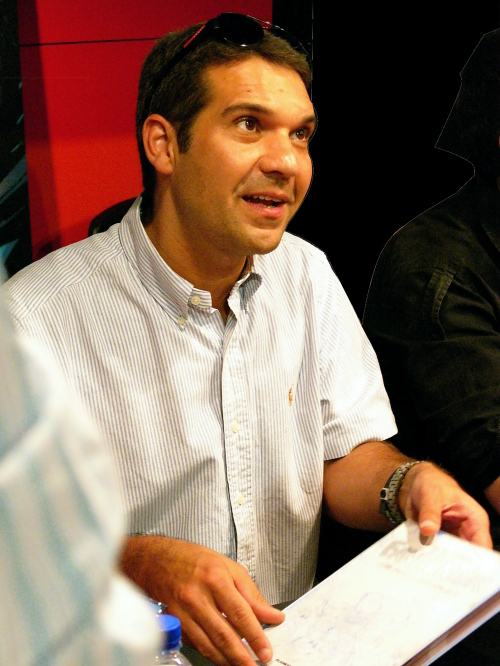
Cels Piñol
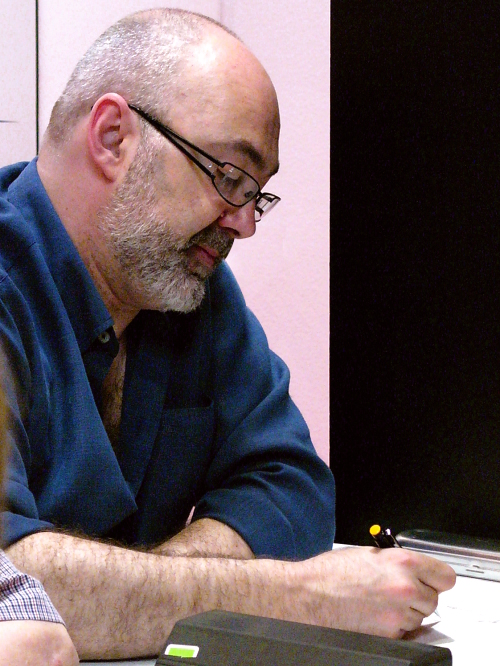
Pasqual Ferry